# Goliath-Klasse
Die Goliath-Klasse ist eine Klasse von zwei Errichterschiffen, der OSA Goliath und der Sampson, die für den Bau von Offshoreanlagen wie z. B. Offshore-Windparks eingesetzt werden.

## Geschichte
Die Schiffe wurden zwischen 2006 und 2010 gebaut. Die Kiellegung der OSA Goliath fand am 22. Juni 2006, der Stapellauf am 4. August 2008 statt. Abgeliefert wurde das Schiff am 20. April 2009. Die Kiellegung der Sampson fand am 16. Juni 2007, 
der Stapellauf am 23. September 2009 statt. Abgeliefert wurde das Schiff am 15. Juni 2010. Beide Schiffe, die unter der Flagge Panamas eingesetzt werden, gehören der luxemburgischen CVI Global Lux Oil & Gas 4 Sàrl.

## Ausstattung und technische Daten
Die Maschinenanlage der Schiffe verfügt über eine Leistung von 21.000 kW. Für die Energieerzeugung stehen acht Caterpillar-Generatoren mit einer Leistung von jeweils 2525 kW sowie ein Caterpillar-Notgenerator mit einer Leistung von 1000 kW zur Verfügung.
Der Antrieb erfolgt über drei achtern eingebaute Rolls-Royce-Propellergondeln mit einer Leistung von jeweils 3333 kW (US 305). Darüber hinaus verfügt das Schiff über zwei weitere, einziehbare Rolls-Royce-Propellergondeln mit einer Leistung von jeweils 2400 kW (UL 255) sowie zwei Querstrahlsteueranlagen mit einer Leistung von jeweils 1355 kW. Die Schiffe erreichen eine Höchstgeschwindigkeit von 14 kn. 
Die Schiffe sind mit drei Kranen ausgestattet. Der achtere Schwergutkran verfügt über eine Kapazität von 1600 t. Es handelt sich dabei um einen Liebherr-Kran des Typs MTC 78000. Dieser wurde im Juli 2009 innerhalb von 23 Tagen auf der OSA Goliath und im August 2010 auf der Sampson bei Liebherr-MCCtec in Rostock installiert. Der Ausleger ist 87 Meter lang. Der Drehkranz hat einen Durchmesser von neun Metern und wiegt fast 70 Tonnen. Die beiden weiteren Krane haben eine Kapazität von 100 bzw. 70 Tonnen.
Das Deckshaus der Schiffe ist im vorderen Bereich angeordnet. Es bietet Platz für 192 Personen, die in 80 Ein- und 56 Zweibettkammern untergebracht werden können. Die Messe bietet Platz für rund 100 Personen. Weiterhin befinden sich im Deckshaus vier Büroräume und zwei Werkstätten sowie ein Hospital. Oberhalb der Brücke befindet sich ein Helideck.
Hinter den Aufbauten befindet sich das  3584 Quadratmeter große, offene Arbeitsdeck. Weitere 480 Quadratmeter sind überdacht. Das Deck kann mit 5 bis 10 t/m² belastet werden. Darüber hinaus verfügen die Schiffe über drei Laderäume.
Die Schiffe, die mit einer dynamischen Positionierung ausgestattet sind, können 100 Tage ununterbrochen auf See bleiben. Sie verfügen über einen Pfahlzug von 260 Tonnen.

## Schiffe der Klasse

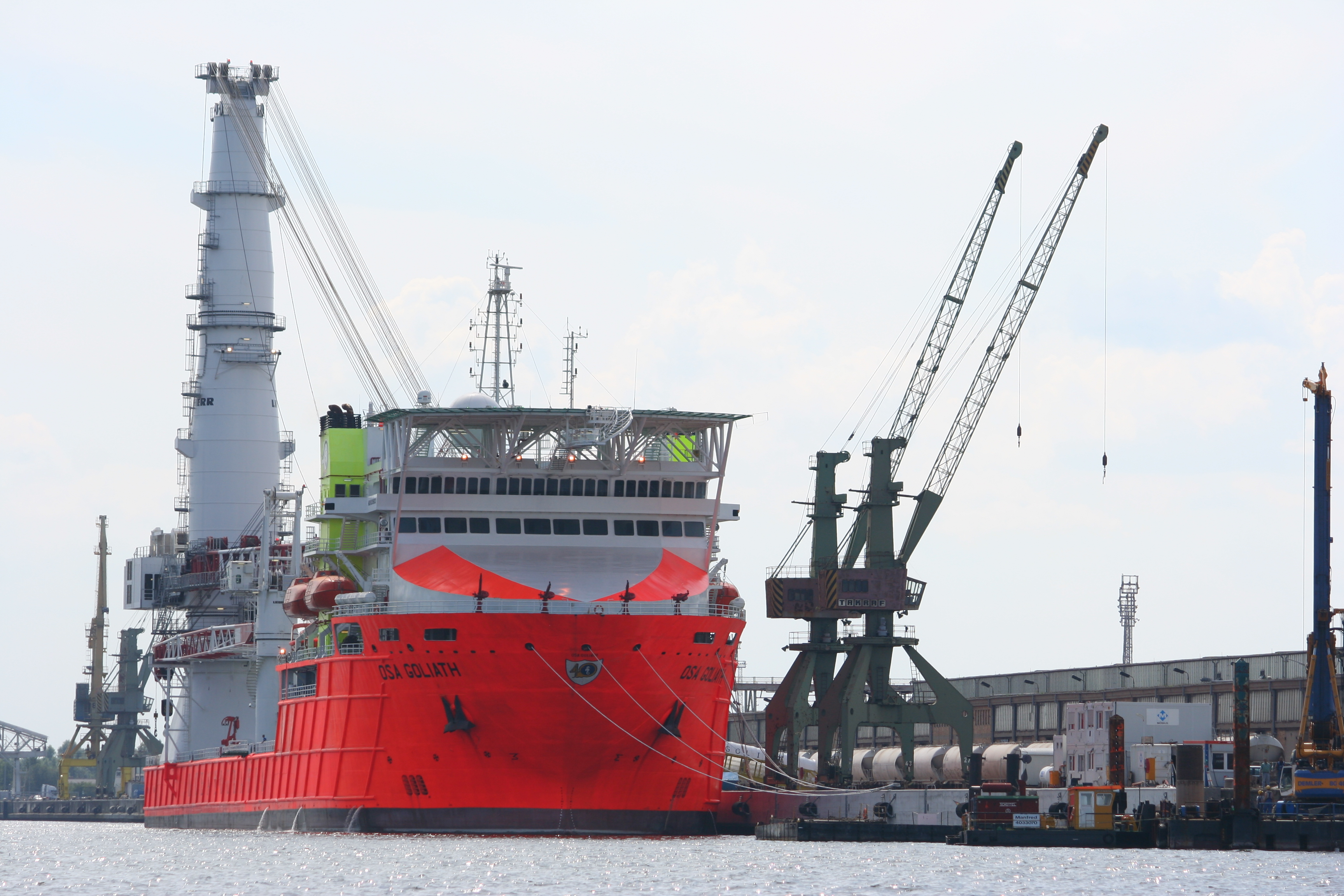
Osa Goliath

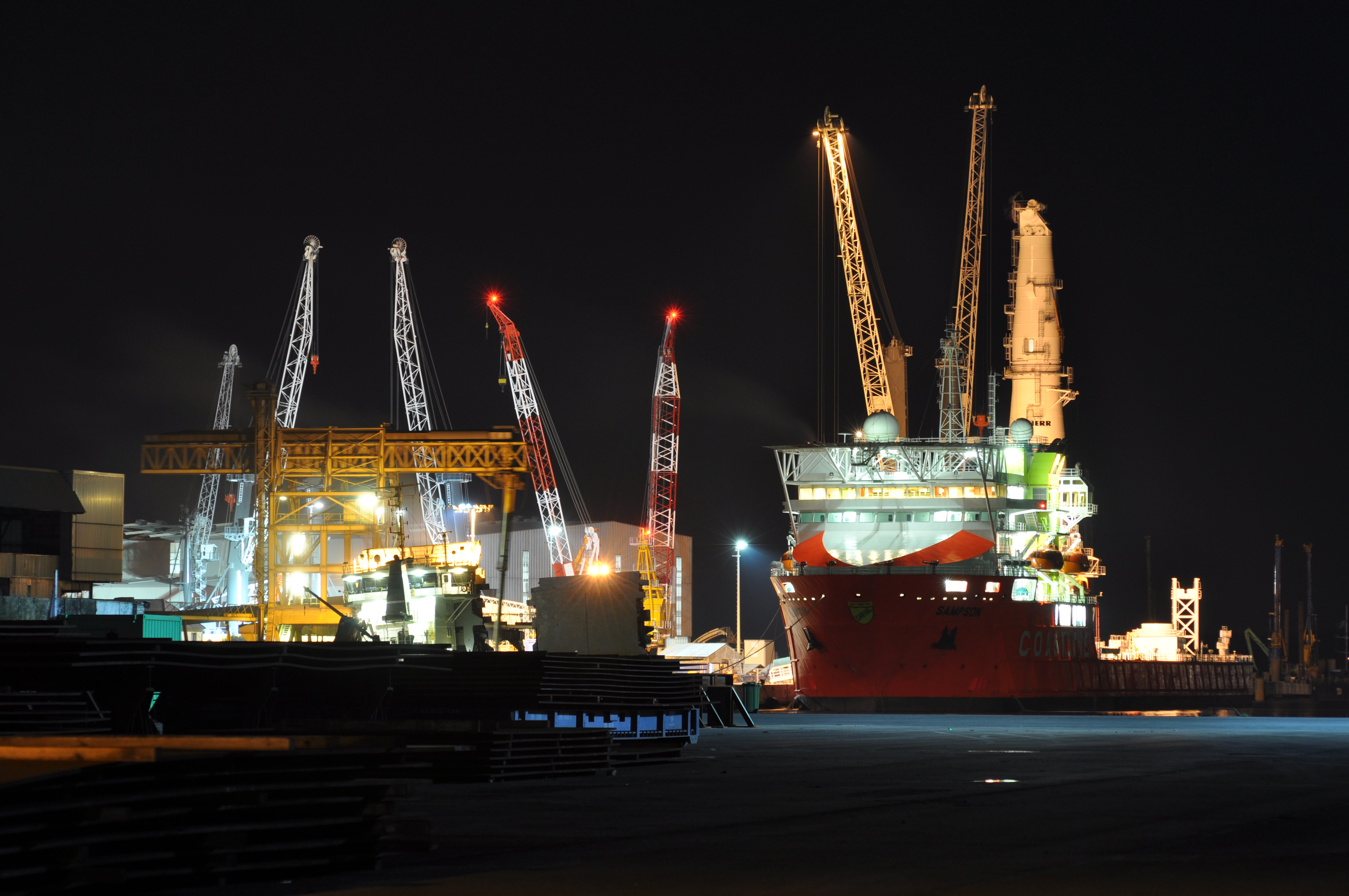
Samspons

| OSA Goliath | 158  | 9396933 | 4. August 2008     | NOR Goliath (2015) → so in Fahrt |
| Sampson     | H191 | 9429455 | 23. September 2009 | so in Fahrt                      |